# Idade legal para consumo de bebidas alcoólicas
A idade legal para consumo de bebidas feitas a base de álcool é a idade mínima legalmente estabelecida para que um individuo possa comprar ou consumir bebidas alcoólicas. Esta idade varia grandemente de país para país, podendo nem sequer existir em determinados países. Por vezes, a idade legal depende do local onde o consumo é efectuado ou se a pessoa está acompanhada por um adulto, entre outras condições.

## África
| País /região              | De jure                                  | De jure                                  | Notas                                         |
| País /região              | Consumo                                  | Compra                                   | Notas                                         |
| ------------------------- | ---------------------------------------- | ---------------------------------------- | --------------------------------------------- |
| Argélia                   | 18                                       | 18                                       |                                               |
| Angola                    | 18                                       | 18                                       |                                               |
| Botswana                  | 18                                       | 18                                       |                                               |
| Burundi                   | 18                                       | 18                                       | Sem limite se acompanhado pelos pais.         |
| Camarões                  | 18                                       | 21                                       | 18 dentro de estabelecimentos, 21 fora deles. |
| Cabo Verde                | 18                                       | 18                                       |                                               |
| República Centro-Africana | 18                                       | 18                                       |                                               |
| Comores                   | Sem limite                               | Sem limite                               |                                               |
| Egito                     | 18 (cerveja), 21 (vinho/bebidas brancas) | 18 (cerveja), 21 (vinho/bebidas brancas) |                                               |
| Guiné Equatorial          | Sem limite                               | Sem limite                               |                                               |
| Eritreia                  | 18                                       | 18                                       |                                               |
| Etiópia                   | 18                                       | 18                                       |                                               |
| Gabão                     | 18                                       | 18                                       | Ilegal para muçulmanos                        |
| Gâmbia                    | 18                                       | 18                                       | Ilegal para muçulmanos                        |
| Gana                      | 18                                       | 18                                       |                                               |
| Guiné-Bissau              | Sem limite                               | Sem limite                               |                                               |
| Quênia                    | 18                                       | 18                                       |                                               |
| Lesoto                    | 18                                       | 18                                       |                                               |
| Líbia                     | Ilegal                                   | Ilegal                                   |                                               |
| Malawi                    | 18                                       | 18                                       |                                               |
| Ilhas Maurícias           | 18                                       | 18                                       |                                               |
| Marrocos                  | Sem limite                               | 16                                       |                                               |
| Moçambique                | 18                                       | 18                                       |                                               |
| Namíbia                   | 18                                       | 18                                       |                                               |
| Níger                     | 18                                       | 18                                       |                                               |
| Nigéria                   | 18                                       | 18                                       |                                               |
| República do Congo        | 18                                       | 18                                       |                                               |
| Ruanda                    | 18                                       | 18                                       |                                               |
| Seicheles                 | 18                                       | 18                                       |                                               |
| África do Sul             | 18                                       | 18                                       |                                               |
| Essuatíni                 | Sem limite                               | 18                                       |                                               |
| Sudão                     | 16                                       | 16                                       | Ilegal para muçulmanos                        |
| Togo                      | Sem limite                               | Sem limite                               |                                               |
| Uganda                    | 18                                       | 18                                       |                                               |
| Tunísia                   | 18                                       | 18                                       |                                               |
| Zâmbia                    | 18                                       | 18                                       |                                               |
| Zimbabwe                  | 18                                       | 18                                       |                                               |

## América
| País / região                                         | De jure       | De jure | Notas |
| País / região                                         | Consumo       | Compra  | Notas |
| ----------------------------------------------------- | ------------- | ------- | --- |
| Argentina                                             | Sem limite    | 18      | |
| Bahamas                                               | 18            | 18      | |
| Belize                                                | 18            | 18      | |
| Bermudas                                              | 18            | 18      | |
| Bolívia                                               | 18            | 18      | |
| Brasil                                                | 18            | 18      | Apesar de existirem lugares em que a venda de bebidas alcoólicas não exige documentação, em lugares como bares e restaurantes apenas maiores de 18 anos são autorizados a comprá-las |
| Canadá                                                | 18            | 18      | Alberta, Manitoba, e Quebec, mas consumo por menores com 16-17 anos é permitido em Manitoba sob supervisão dos pais e sob supervisão dos pais numa residência ou residência temporária em Alberta secção 87.3. |
| Canadá                                                | 19            | 19      | Em Ontário, Saskatchewan, British Columbia, Newfoundland and Labrador, Nova Scotia, Northwest Territories, Yukon, e Nunavut, a idade legal para consumo é 19. Consumo por menores sob supervisão parental é permitida, com algumas restrições, na sua propriedade nas províncias de New Brunswick e Ontário e em casa nas províncias dePrince Edward Island, British Columbia e Saskatchewan. Na British Columbia, apenas crianças dos pais supervisores, não outros menores tais como convidados, são autorizadas a beber. Consumo de álcool em casa de outra pessoa está sujeito a outras leis. |
| Chile                                                 | 18            | 18      | |
| Colômbia                                              | 18            | 18      | |
| Costa Rica                                            | 18            | 18      | |
| Cuba                                                  | Sem limite    | 18      | |
| República Dominicana                                  | 18            | 18      | |
| Equador                                               | 18            | 18      | |
| El Salvador                                           | 18            | 18      | |
| Guatemala                                             | 18            | 18      | |
| Guiana                                                | 18            | 18      | |
| Haiti                                                 | 16            | 16      | |
| Honduras                                              | 18            | 18      | |
| Jamaica                                               | Sem limite    | 16      | |
| México                                                | 18            | 18      | |
| Nicarágua                                             | 19            | 19      | |
| Panamá                                                | 18            | 18      | |
| Paraguai                                              | 20            | 20      | |
| Peru                                                  | 18            | 18      | |
| Porto Rico                                            | 18            | 18      | |
| Trinidad e Tobago                                     | 18            | 18      | |
| Estados Unidos · (50 estados e territórios integrais) | Sem limite-21 | 21      | A lei National Minimum Drinking Age Act de 1984 afirma que a receita será retida a partir de estados que permitem a compra de álcool para menores de 21 anos de idade. Antes da data de vigência da referida lei, a idade de consumo varia de estado para estado. Alguns estados não permitem que aqueles sob a idade legal de consumo estarem presentes em lojas de bebidas ou em bares (geralmente, a diferença entre um bar e um restaurante é que a comida é servida apenas no último). Ao contrário da crença popular, uma vez que o ato foi transformado em lei, alguns estados proíbem menores e jovens adultos de consumirem álcool em ambientes privados. Em 1º de janeiro de 2010, 15 estados e o Distrito da Columbia proibiram o consumo para menores de idade a título definitivo, 17 estados não proibiram especificamente o consumo para menores de idade, e os 18 estados restantes têm um membro da família e/ou localizados em exceções a suas leis de consumo para menores de idade. A lei federal explicitamente prevê para religiosos, médicos, empregados e clubes privados exceções de posse. A partir de 2005, 31 estados têm um membro da família e/ou localizados em exceções a suas leis de porte para menores de idade. No entanto, a cerveja sem álcool em muitos (mas não em todos) estados, como Idaho, Texas, e Maryland, é considerada legal para menores de idade (menores de 21 anos de idade). Por decisão de um juiz, Carolina do Sul parece permitir a posse e consumo de álcool por esses 18 a 20 anos de idade, embora um juiz do circuito tribunal dissesse o contrário. |
| Ilhas Virgens Americanas                              | 18            | 18      | |
| Uruguai                                               | Sem limite    | 18      | |
| Venezuela                                             | 18            | 18      | |

## Ásia
| País /região           | De jure                      | De jure                      | Notas |
| País /região           | Consumo                      | Compra                       | Notas |
| ---------------------- | ---------------------------- | ---------------------------- | --- |
| Afeganistão            | ilegal                       | ilegal                       | |
| Armênia                | Sem limite                   | Sem limite                   | |
| Azerbaijão             | 18                           | 18                           | |
| Brunei                 | ilegal                       | ilegal                       | Embora seja ilegal comprar álcool em Brunei, é legal a importação de álcool para Brunei uma vez a cada 120 horas, fornecendo o álcool para ser consumido pela pessoa que comprou, e sendo assim, a única pessoa que pode consumí-lo. |
| Bangladesh             | ilegal                       | ilegal                       | |
| Camboja                | Sem limite                   | Sem limite                   | |
| China                  | Sem limite                   | 18                           | Introduzida em janeiro de 2006. |
| Geórgia                | 16                           | 16                           | |
| Hong Kong              | 18                           | 18                           | |
| Índia                  | 18–25 (varia entre estados). | 18–25 (varia entre estados). | O consumo de álcool é proibido nos estados de Manipur, Mizoram e Gujarat. |
| Indonésia              | 18                           | 18                           | |
| Irão                   | ilegal                       | ilegal                       | O Irã proíbe todas as bebidas alcoólicas, mas as minorias religiosas podem comprar pequenas quantidades em lojas da mesma minoria religiosa. |
| Iraque                 | 18                           | 18                           | Ilegal para muçulmanos |
| Israel                 | Sem limite                   | 18                           | |
| Jordânia               | 18                           | 18                           | |
| Japão                  | 20                           | 20                           | |
| Cazaquistão            | 21                           | 21                           | As vendas de álcool são proibidos depois de 23:00. Fonte: Askar Perneyev |
| Kuwait                 | ilegal                       | ilegal                       | |
| Quirguistão            | 18                           | 18                           | |
| Líbano                 | 18                           | 18                           | |
| Macau                  | Sem limite                   | Sem limite                   | |
| Malásia                | Sem limite                   | 18                           | Em áreas com mais de 50% da população muçulmana, a venda de álcool é restrita a locais selecionados. É ilegal vender álcool para os muçulmanos e para menores de 18 anos, mas não há restrições quanto à idade de consumo. |
| Maldivas               | 18                           | 18                           | Venda de álcool é limitada a resorts turísticos. É ilegal vender álcool para os muçulmanos. |
| Mongólia               | 18                           | 18                           | |
| Nepal                  | 18                           | Sem limite                   | |
| Coreia do Norte        | 18[carece de fontes?]        | 18[carece de fontes?]        | Bebidas alcoólicas são servidas aos Sábados.[carece de fontes?] |
| Omã                    | 21                           | 21                           | |
| Paquistão              | 21                           | 21                           | Ilegal para muçulmanos |
| Filipinas              | 18                           | 18                           | |
| Arábia Saudita         | ilegal                       | ilegal                       | Proibido pela sharia. Os prevaricadores são geralmente punidos com chicotadas. |
| Singapura              | 18                           | 18                           | |
| Coreia do Sul          | 19                           | 19                           | Se uma pessoa tem 19 anos de acordo com Korean age reckoning, essa pessoa pode beber álcool. |
| Sri Lanka              | 21                           | 21                           | |
| Taiwan                 | 18                           | 18                           | - É ilegal que qualquer pessoa com menos de 18 anos consuma álcool. - Os pais, responsáveis e outras pessoas que cuidam de pessoas menores de 18 anos devem proibir o consumo de álcool por menores de idade, ou arriscar multas administrativas de 10000 a 50000 novos dólares de Taiwan quando as situações forem graves. - Não se deve fornecer álcool a ninguém com menos de 18 anos. Um infrator será administrativamente multado de 3000 a 15.000 Novos Dólares de Taiwan . |
| Tajiquistão            | 21                           | 21                           | Vedado à maioria muçulmana. |
| Tailândia              | 18                           | 18                           | para boates a idade é 20. |
| Turquemenistão         | 18                           | 18                           | |
| Emirados Árabes Unidos | 21                           | 21                           | Expatriados, residentes não-muçulmanos podem solicitar uma autorização de bebidas para comprar bebidas alcoólicas. É ilegal para esses detentores de fornecer bebidas para outras pessoas. |
| Vietname               | Sem limite                   | 18                           | |
| Iêmen                  | ilegal                       | ilegal                       | |

## Europa
| País / região        | De jure | De jure | Notas |
| País / região        | Consumo | Compra | Notas |
| -------------------- | --- | --- | --- |
| Albânia              | Sem limite | Sem limite | |
| Áustria              | 16, 18 para bebidas destiladas em algumas zonas. | 16, 18 para bebidas destiladas em algumas zonas. | |
| Bielorrússia         | 18 | 18 | |
| Bélgica              | (Bars, etc.) 16/18 for distilled and strong spirits (>22%) | 16/18 para destiladas e bebidas fortes (> 22%). Sem Limite para cerveja e vinho | Na Bélgica, a idade de compra e idade de consumo para bebidas alcoólicas destiladas e fortes (superiores a 22%) é de 18 anos. Não há idade para beber outras bebidas alcoólicas. Com 16 anos pode comprar estes em lojas, mas não poderá ordenar ou comprá-los em bares. No entanto, é legal para uma pessoa mais velha pedir as bebidas e as passar para uma pessoa com menos de 16. |
| Bósnia e Herzegovina | 16[carece de fontes?] | 18[carece de fontes?] | |
| Bulgária             | Sem limite | 18 | Lei de Saúde da Bulgária proíbe a venda de bebidas alcoólicas a menores de 18 anos de idade, mas não o seu consumo. |
| Croácia              | 18 | 18 | |
| Chipre               | 17 | 17 | |
| Chéquia              | 18 | 18 | |
| Dinamarca            | 16 para álcool acima de 1,3% e abaixo de 16,5% e 18 para alcóol acima de 16,5%. 18 para todo o tipo de álcool em bares, restaurantes e discos. sem limite para beber em casa.                               | 16 para álcool acima de 1,3% e abaixo de 16,5% e 18 para alcóol acima de 16,5%. 18 para todo o tipo de álcool em bares, restaurantes e discos. sem limite para beber em casa.                               | |
| Estónia              | 18 | 18 | |
| Finlândia            | 18 (bares and restaurantes), discrição para adultos em privado. 18 (até 22% ABV em lojas e todo o tipo de álcool em bares), 20 (todo o tipo de álcool); álcool não pode ser vendido a clientes intóxicados. | 18 (bares and restaurantes), discrição para adultos em privado. 18 (até 22% ABV em lojas e todo o tipo de álcool em bares), 20 (todo o tipo de álcool); álcool não pode ser vendido a clientes intóxicados. | |
| França               | Sem limite | 18 | |
| Alemanha             | 16 anos para vinho, cerveja e cidra; 18 para bebidas espirituosas | 16, 18 para bebidas destiladas | |
| Gibraltar            | Sem limite | 16 | |
| Grécia               | Sem limite | 16 | |
| Hungria              | Sem limite | 18 | |
| Islândia             | 20 | 20 | |
| Irlanda              | Sem limite, com permissão de guardião em residências privadas. | 18 | |
| Itália               | Sem limite | 16, 18 | |
| Letônia              | 18 | 18 | |
| Liechtenstein        | 16 para vinho, cerveja e cidra 18 para bebidas espirituosas | 16 para vinho, cerveja e cidra 18 para bebidas espirituosas | |
| Lituânia             | 18 | 18 | |
| Luxemburgo           | 16 | 16 | |
| Macedônia do Norte   | 18[carece de fontes?] | 18[carece de fontes?] | |
| Malta                | 17 | 17 | |
| Moldávia             | 18 | 18 | |
| Montenegro           | Sem limite | 18[carece de fontes?] | |
| Países Baixos        | 18 | 18 | |
| Noruega              | | 18 (cerveja e vinho) 20 (≥22% ABV) | |
| Polónia              | Sem limite | 18 | |
| Portugal             | 18 | 18 | Venda de qualquer bebida alcoólica proibida para menores de 18 anos. |
| Roménia              | Sem limite | 18 | |
| Rússia               | Sem limite | 18 | |
| Sérvia               | 18[carece de fontes?] | 18[carece de fontes?] | |
| Eslováquia           | 18 | 18 | |
| Eslovênia            | 18 | 18 | |
| Espanha              | 18 | 18 | 16 nas Asturias. |
| Suécia               | Sem limite (menos do que 2.25% ABV) 18 (bares e restaurantes) 18 (2.25%–3.5% ABV em lojas normais), 20 (lojas do Systembolaget ).                                                                           | Sem limite (menos do que 2.25% ABV) 18 (bares e restaurantes) 18 (2.25%–3.5% ABV em lojas normais), 20 (lojas do Systembolaget ).                                                                           | |
| Suíça                | 16/18 (para cerveja, vinho e cidra), 18 (para bebidas espirituosas, licores e alcopops) | 16/18 (para cerveja, vinho e cidra), 18 (para bebidas espirituosas, licores e alcopops) | |
| Turquia              | 16 (restaurantes e a acompanhar refeição), 18 (de outra forma) | 16 (restaurantes e a acompanhar refeição), 18 (de outra forma) | |
| Ucrânia              | 18 | 18 | |
| Reino Unido          | 5 (dentro de casa somente) 16 (em público junto com comida, necessita ser acompanhado pelos pais na Inglaterra e no País de Gales) 18 (em todos os casos)                                                   | 18 | |

## Oceania
| País / região                   | De jure               | De jure               | Notas |
| País / região                   | Drinking age          | Purchase age          | Notas |
| ------------------------------- | --------------------- | --------------------- | --- |
| Samoa Americana                 | 21[carece de fontes?] | 21[carece de fontes?] | |
| Austrália                       | 18                    | 18                    | Menores podem consumir álcool em residências privadas com supervisão parental. |
| Fiji                            | 18                    | 18                    | A idade era de 21 durante 2006-2009 mas baixou para 18 em 19 de maio de 2009. A lei é raramente aplicada. |
| Guam                            | 21                    | 21                    | Aumentada para 21 em 8 de julho de 2010. |
| Estados Federados da Micronésia | 21                    | 21                    | |
| Nova Zelândia                   | 18                    | 18                    | Menores de 18 anos não podem beber fora de residências privadas ou em eventos privados a não ser que acompanhados pelos pais ou guardião legal, e apenas pode receber bebidas alcoólicas através de um dos pais ou guardião. Uma proposta de lei está actualmente no Parlamento propondo a subida da idade de compra para 20. |
| Marianas Setentrionais          | 21[carece de fontes?] | 21[carece de fontes?] | |
| Palau                           | 21                    | 21                    | |
| Papua-Nova Guiné                | 18                    | 18                    | |
| Samoa                           | 18                    | 18                    | |
| Ilhas Salomão                   | Sem limite            | Sem limite            | |
| Tonga                           | 18                    | Sem limite            | |
| Toquelau                        | 16[carece de fontes?] | 16[carece de fontes?] | |
| Vanuatu                         | 18                    | 18                    | |